# Papi Mikey Dinero
Papi Mikey Dinero (Tiel, 19 november 1991), is een rapper en televisiepresentator met Venezolaanse roots. Zijn moeder is Arubaans en zijn vader komt uit Venezuela, Maracaibo, dat ligt aan de grens met Colombia en diens moeder, de oma van Dinero dus, is Colombiaans. Als kind ging Dinero daar elk jaar naar toe.
Hij werd bekend als rapper, vooral over het straatleven, waar hij in Amsterdam onderdeel van was, totdat een heftig auto-ongeluk en twee kinderen hem een nieuwe weg in deden slaan.
In november 2018 mocht hij in een uitverkochte Melkweg rappen in het voorprogramma van De Jeugd van Tegenwoordig. Hij werkt met artiesten als Willie Wartaal, Vjeze Fur, Sevn Alias en Josylvio. Samen met Afro Bros en Joey X Manuel schreef Papi de titelsong van de Nederlandse speelfilm Costa!!, een revival van het oorspronkelijke Costa! uit 2001. Het nummer, getiteld Costa, kwam in april 2022 uit op het label Afreaka Records.
Hij had rollen in Baantjer: het begin, Stanley H., Black Widow, Doodstil, Jackson & Malone en Mocro Maffia. Voor BNNVARA is hij werkzaam als presentator. Hij maakte de series Papi & Pimps en Papi & Penoze.

## Levensloop
Geboren in Tiel. Daar kwamen zijn ouders terecht toen ze voor het werk van zijn vader (die er eigenlijk nooit was) naar Nederland kwamen. Dinero omschrijft het als: "Amsterdam-Noord; het is een arbeidersstad waar een grote jamfabriek staat en alleen gastarbeiders en tokkies wonen. Mensen die alleen aan de korte termijn denken, nooit aan de toekomst." 
Op de nieuwjaarsnacht van 2013, na een feestje in de Melkweg, kreeg hij een auto-ongeluk waarbij hij vijf keer over de kop was gevlogen. Ze hielden hem in coma in het ziekenhuis, toen hij wakker werd was het 16 januari, zijn familie stond naast zijn bed, maar hij herkende niemand. Hij moest alles weer opnieuw leren en vijf jaar later keerde hij terug als Papi Mikey Dinero (daarvoor maakte hij een tijdje muziek onder de naam Maty Mike).

## Filmografie

### Televisieprogramma's
| Jaar | Titel         | Omroep/Zender | Opmerkingen |
| ---- | ------------- | ------------- | --- |
| 2024 | Papi & Pimps  | BNNVARA       | Tweedelige serie over de wereld van de zogeheten e-pimps, die vrouwen online uitbuiten. Digitale pooiers, die zichzelf liever eufemistisch adult only platform manager noemen. |
| 2025 | Papi & Penoze | BNNVARA       | Papi duikt in de Nederlandse criminaliteit, waarbij hij onderwerpen behandelt zoals illegale hondenhandel, wapens, explosieven en drugsdealen. Volgens de tv-recensent van de Volkskrant onderscheidt Dinero zich van collega's als Danny Ghosen en Sinan Can door zijn zelfrelativerende en geestige aanpak en heeft BNNVARA met Dinero weer een presentator in huis die authenticiteit paart aan lef, humor en het hart op de juiste plek. |